# Historia gier komputerowych (ósma generacja)
Ósma generacja – termin opisujący kolejną generację konsol wideo, w założeniach następującą po erze konsol stacjonarnych: PlayStation 3, Xbox 360, Wii, a także przenośnych: PlayStation Portable, Nintendo DS. Przyjmuje się, że początek ósmej generacji rozpoczął się wraz z premierą systemu Nintendo 3DS (luty 2011) oraz PlayStation Vita (grudzień 2011) oraz z oficjalną premierą Nintendo Wii U w roku 2012.

## Cechy
Ósma generacja w historii gier komputerowych przynosi ze sobą wiele innowacyjnych rozwiązań takich jak rzeczywistość rozszerzona czy też wyświetlanie obrazu 3D.

## Konsole stacjonarne

### Wii U
Nintendo zapowiedziało konsolę Wii U podczas E3 2011 7 czerwca 2011. Została ona wydana w listopadzie 2012.

### PlayStation 4
20 lutego 2013 podczas konferencji prasowej firma Sony zaprezentowała nową konsolę – PlayStation 4. Przedstawiono szczegółową specyfikację oraz przybliżoną datę premiery – ostatni kwartał 2013 roku.

#### PlayStation 4 Slim
To rewizja standardowego modelu PS4. Urządzenia stało się mniejsze i zaczęło zużywać mniej prądu niż wcześniejszy model. Konsola miała swoją premierę 15 września 2016 roku. 

#### PlayStation 4 Pro
7 września 2016 Sony zaprezentowało nową wzmocnioną wersję konsoli o nazwie PlayStation 4 Pro. Urządzenie miało swoją premierę 10 listopada 2016 roku. 

### Xbox One
21 maja 2013 roku Microsoft zapowiedział następcę konsoli Xbox 360 – Xbox One.

#### Xbox One S
13 czerwca 2016 podczas targów E3 w 2016 roku, Microsoft zaprezentował nową odchudzoną wersję sprzętu o nazwie Xbox One S. Trafiła ona do sklepów 23 sierpnia 2016 roku.

#### Xbox One X
7 listopada 2017 roku do sklepów trafił Xbox One X, wzmocniony model konsoli.

#### Xbox One S All-Digital
To budżetowa wersja konsoli, która została pozbawiona napędu. Miała swoją premierę 7 maja 2019 roku.

### Ouya
W kwietniu 2013 roku rozpoczęto przedsprzedaż konsoli, natomiast sprzedaż detaliczna rozpoczęła się 25 czerwca 2013 roku. Ze względu na problemy finansowe, sprzedano prawa do marki firmie Razer i zaprzestano produkcji konsoli.

### Porównanie sprzętu
| Producent                                      | Nintendo | Sony | Sony | Sony | Microsoft | Microsoft | Microsoft |
| Konsola                                        | | | | | | | |
| Data wydania (w Europie lub Polsce)            | 18 listopada 2012 | 15 listopada 2013 | 15 września 2016 | 10 listopada 2016 | - Europa: 22 listopada 2013 - Polska: 5 września 2014 | 2 sierpnia 2016 | 7 listopada 2017 |
| Nośnik                                         | pamięć typu flash 8GB (wersja podstawowa), lub 32GB (wersja premium), dysk optyczny 4,7/8,54 GB (Wii Optical Disc) lub 25 GB (Wii U Optical Disc) | dysk twardy 500 GB lub 1 TB, Blu-ray | dysk twardy 500 GB lub 1 TB, Blu-ray | dysk twardy 1 TB, Blu-ray | dysk twardy lub hybrydowy 500 GB lub 1 TB, Blu-ray | dysk twardy 500 GB, 1 TB, 2TB, UHD Blu-ray | dysk twardy 1 TB, UHD Blu-ray |
| CPU                                            | IBM Power „Espresso” 3x 1,24 GHz 45nm | AMD x86-64 „Jaguar” @ 8x 1,60 GHz 4 MB L2 cache 28nm                                                                                         | AMD x86-64 „Jaguar” @ 8x 1,60 GHz 4 MB L2 cache 28nm                                                                                         | AMD x86-64 „Jaguar” @ 8x 2,1 GHz 14nm | AMD x86-64 „Jaguar” @ 8x 1,75 GHz 4 MB L2 cache 28nm | AMD x86-64 „Jaguar” @ 8x 1,75 GHz 4 MB L2 cache 14nm | AMD x86-64 „Jaguar” @ 8x 2,3 GHz 14nm |
| GPU                                            | Radeon HD „Latte” 550 MHz 40nm | AMD Radeon „Liverpool” Graphics Core Next, 1152 jednostek shader @ 800 MHz (1,84 TFLOP/s) 28nm                                               | AMD Radeon „Liverpool” Graphics Core Next, 1152 jednostek shader @ 800 MHz (1,84 TFLOP/s) 28nm                                               | AMD Radeon „Neo”, 2304 jednostek shader @ 911 MHz (4,20 TFLOP/s) 14 nm                                                                       | AMD Radeon "Durango" @ 833 MHz (1,31 TFLOP/s) 28nm | AMD Radeon @ 914 MHz (1,4 TFLOP/s) 16 nm | AMD Radeon @ 1,172 MHz (6 TFLOP/s) 16 nm |
| Pamięć RAM                                     | 2 GB DDR3 1600 MHz | 8 GB GDDR5 5500 MHz + 256 MB DDR3 RAM (procesy w tle)                                                                                        | 8 GB GDDR5 5500 MHz + 256 MB DDR3 RAM (procesy w tle)                                                                                        | 8 GB GDDR5 6800 MHz + 1 GB DDR3 RAM (procesy w tle)                                                                                          | 8 GB DDR3 2133 MHz i 32 MB eSRAM (procesy w tle) | 8 GB DDR3 2133 MHz i 32 MB eSRAM (procesy w tle) | 12 GB GDDR5 RAM (9 GB dla gier) |
| Przechowywanie danych                          | wewnętrzna pamięć flash, slot kart SD oraz zewnętrzne nośniki USB | wewnętrzny dysk twardy, dysk USB, Gaikai, PS Cloud                                                                                           | wewnętrzny dysk twardy, dysk USB, Gaikai, PS Cloud                                                                                           | wewnętrzny dysk twardy, dysk USB, Gaikai, PS Cloud                                                                                           | wewnętrzny dysk twardy, dysk USB, chmura Xbox Live | wewnętrzny dysk twardy, dysk USB, chmura Xbox Live | wewnętrzny dysk twardy, dysk USB, chmura Xbox Live |
| Wsparcie 3DTV                                  | Tak | Tak | Tak | Tak | Tak | Tak | Tak |
| Waga                                           | 1,5 kg | 2,8 kg | 2,1 kg | 3,3 kg | 3,2 kg | 2,9 kg | 3,8 kg |
| Pobór mocy                                     | 75 W (zewnętrzny zasilacz) | maks. 223 W (wewnętrzny zasilacz) | maks. 163 W (wewnętrzny zasilacz) | maks. 310 W (wewnętrzny zasilacz) | maks. 220 W (zewnętrzny zasilacz) (198 W w późniejszej rewizji) | maks. 125 W (wewnętrzny zasilacz) | maks. 240 W (wewnętrzny zasilacz) |
| Kontroler                                      | - Wii U GamePad - Wii U Pro Controller - Wii Remote/Wii MotionPlus (maks. 4 graczy przez Bluetooth) - Wii Nunchuk - klasyczny kontroler Wii (maks. 4 graczy) - Wii Zapper - Wii Balance Board - GameCube Controller (wraz ze specjalną przejściówką)                                                   | - kontroler DualShock 4 - PlayStation Move (wymagana PlayStation Camera) - PlayStation VR (wymagana PlayStation Camera) - PlayStation Camera | - kontroler DualShock 4 - PlayStation Move (wymagana PlayStation Camera) - PlayStation VR (wymagana PlayStation Camera) - PlayStation Camera | - kontroler DualShock 4 - PlayStation Move (wymagana PlayStation Camera) - PlayStation VR (wymagana PlayStation Camera) - PlayStation Camera | - kontroler Xbox One - Kinect 2.0 | - kontroler Xbox One - Kinect 2.0 | - kontroler Xbox One - Kinect 2.0 |
| Interfejs użytkownika (Główny kontroler Wii U) | - wbudowany: wyświetlacz dotykowy o przekątnej 6,2 cala 3-osiowy żyroskop oraz 3-osiowy akcelerometr mikrofon i głośniki przednia Kamera pasek sensora podczerwieni NFC Bluetooth - przyciski: Power, Select, Start, Home akcji: A/B/X/Y tylne: L/R spusty: ZL/ZR - dwa analogi i jeden D-pad - Stylus | nie dotyczy | nie dotyczy | nie dotyczy | nie dotyczy | nie dotyczy | nie dotyczy |
| Obraz                                          | - 1080p, 1080i, 720p, 480p, 480i - format 4:3 i 16:9 - wyjścia analogowe: composite video YPBPR component video S-Video (Tylko konsole NTSC) RGB SCART (Tylko konsole PAL) | - 1080p, 720p - HDR - 3D dla gier i filmów                                                                                                   | - 1080p, 720p - HDR - 3D dla gier i filmów                                                                                                   | - 2160p (natywne lub skalowane), 1080p, 720p - HDR - 4K dla gier i filmów - 3D dla filmów                                                    | - 1080p, 720p lub 900p skalowane do 1080p - 3D dla filmów | - 1080p, 720p lub 900p skalowane do 1080p - HDR - 4K dla filmów - 3D dla filmów | - 2160p (natywne lub skalowane), 1080p, 720p - HDR - 4K dla gier i filmów - 3D dla filmów |
| Dźwięk                                         | - analogowe stereo przez analogowy port AV. - 6-kanałowe wyjście przez HDMI | - optyczne audio S/PDIF - 6-kanałowe wyjście przez HDMI                                                                                      | - optyczne audio S/PDIF - 6-kanałowe wyjście przez HDMI                                                                                      | - optyczne audio S/PDIF - 6-kanałowe wyjście przez HDMI                                                                                      | - analogowe stereo przez analogowy port AV - optyczne audio S/PDIF - 6-kanałowe wyjście przez HDMI | - analogowe stereo przez analogowy port AV - optyczne audio S/PDIF - 6-kanałowe wyjście przez HDMI | - analogowe stereo przez analogowy port AV - optyczne audio S/PDIF - 6-kanałowe wyjście przez HDMI |
| Inne porty                                     | - slot kart SD (również SDHC) - 4 porty USB 2.0 (po dwa z przodu i z tyłu) - Bluetooth - zasilanie Sensora - wielofunkcyjne wyjście AV - HDMI | - USB 3.0 - Bluetooth 2.1 - wyjście optyczne audio S/PDIF - Wi-Fi 802.11 b/g/n - 1Gbps Ethernet - HDMI 1.4b                                  | - USB 3.0 - Bluetooth 2.1 - wyjście optyczne audio S/PDIF - Wi-Fi 802.11 b/g/n - 1Gbps Ethernet - HDMI 1.4b                                  | - USB 3.1 - Bluetooth 4.0 - wyjście optyczne audio S/PDIF - Wi-Fi 802.11 a/b/g/n/ac - 1Gbps Ethernet - HDMI 2.0                              | - USB 3.0 - Bluetooth - 1Gbps Ethernet - Wi-Fi - HDMI wejście - HDMI wyjście - port podczerwieni | - USB 3.0 - Bluetooth - 1Gbps Ethernet - Wi-Fi - HDMI wejście - HDMI wyjście - port podczerwieni | - USB 3.0 - Bluetooth - 1Gbps Ethernet - Wi-Fi - HDMI wejście - HDMI wyjście - port podczerwieni |
| Usługi online (dostępne w Polsce)              | Nintendo Network - Nintendo eShop - Miiverse - Nintendo TVii - Wii U Chat | PlayStation Network - PlayStation Store - PlayStation Plus - PlayStation Music                                                               | PlayStation Network - PlayStation Store - PlayStation Plus - PlayStation Music                                                               | PlayStation Network - PlayStation Store - PlayStation Plus - PlayStation Music                                                               | Xbox Live - Xbox Games Store - Xbox Live Gold - Groove Music - Microsoft Movies & TV - Xbox Game Pass | Xbox Live - Xbox Games Store - Xbox Live Gold - Groove Music - Microsoft Movies & TV - Xbox Game Pass | Xbox Live - Xbox Games Store - Xbox Live Gold - Groove Music - Microsoft Movies & TV - Xbox Game Pass |
| Usługi online (dostępne w Polsce)              | bezpłatne | wymagana subskrypcja PlayStation Plus płatna w przypadku multiplayer online, z wyjątkiem bezpłatnych tytułów.                                | wymagana subskrypcja PlayStation Plus płatna w przypadku multiplayer online, z wyjątkiem bezpłatnych tytułów.                                | wymagana subskrypcja PlayStation Plus płatna w przypadku multiplayer online, z wyjątkiem bezpłatnych tytułów.                                | wymagana subskrypcja Xbox Live Gold płatna w przypadku multiplayer online. | wymagana subskrypcja Xbox Live Gold płatna w przypadku multiplayer online. | wymagana subskrypcja Xbox Live Gold płatna w przypadku multiplayer online. |
| Wsteczna kompatybilność                        | - Wii, NES, SNES, N64, NDS (wirtualna konsola) | - PS2 (emulator, wybrane tytuły) - PS3 (usługa PS Now, niedostępna w Polsce)                                                                 | - PS2 (emulator, wybrane tytuły) - PS3 (usługa PS Now, niedostępna w Polsce)                                                                 | - PS2 (emulator, wybrane tytuły) - PS3 (usługa PS Now, niedostępna w Polsce)                                                                 | - Xbox (emulator, wybrane tytuły) - Xbox 360 (emulator, wybrane tytuły) | - Xbox (emulator, wybrane tytuły) - Xbox 360 (emulator, wybrane tytuły) | - Xbox (emulator, wybrane tytuły) - Xbox 360 (emulator, wybrane tytuły) |
| Akcesoria w zestawie                           | - Wii U GamePad - Stylus - Wii Sensor Bar - kabel HDMI - zasilacz Model Deluxe/Premium - podstawka Wii U GamePad - podstawka ładująca Wii U GamePad - podstawka do konsoli Wii U - dodatkowy zasilacz                                                                                                  | - kontroler DualShock 4 - kabel micro-USB - przewodowa słuchawka mono - kabel HDMI - kabel do zasilania                                      | - kontroler DualShock 4 - kabel micro-USB - przewodowa słuchawka mono - kabel HDMI - kabel do zasilania                                      | - kontroler DualShock 4 (wersja 2.) - kabel micro-USB - przewodowa słuchawka mono - kabel HDMI - kabel do zasilania                          | - kontroler Xbox One - kamera Kinect 2.0 (w pierwszych zestawach Xbox One) - przewodowy zestaw mono (tylko z podstawowym Xbox One) - kabel HDMI - zasilacz (tylko z podstawowym Xbox One) - kabel do zasilania (Xbox One S i X) | - kontroler Xbox One - kamera Kinect 2.0 (w pierwszych zestawach Xbox One) - przewodowy zestaw mono (tylko z podstawowym Xbox One) - kabel HDMI - zasilacz (tylko z podstawowym Xbox One) - kabel do zasilania (Xbox One S i X) | - kontroler Xbox One - kamera Kinect 2.0 (w pierwszych zestawach Xbox One) - przewodowy zestaw mono (tylko z podstawowym Xbox One) - kabel HDMI - zasilacz (tylko z podstawowym Xbox One) - kabel do zasilania (Xbox One S i X) |
| Aplikacja mobilna                              | nie dotyczy | PlayStation App (iOS i Android) | PlayStation App (iOS i Android) | PlayStation App (iOS i Android) | SmartGlass (Windows Phone, Windows 10, iOS, i Android) | SmartGlass (Windows Phone, Windows 10, iOS, i Android) | SmartGlass (Windows Phone, Windows 10, iOS, i Android) |
| Obsługa gry zdalnej                            | Wii U GamePad | aplikacja gry zdalnej - PS Vita / PS TV - PC / Mac - Android (tylko urządzenia z linii Xperia Z)                                             | aplikacja gry zdalnej - PS Vita / PS TV - PC / Mac - Android (tylko urządzenia z linii Xperia Z)                                             | aplikacja gry zdalnej - PS Vita / PS TV - PC / Mac - Android (tylko urządzenia z linii Xperia Z)                                             | aplikacja Xbox - Windows 10 | aplikacja Xbox - Windows 10 | aplikacja Xbox - Windows 10 |
| Blokada regionalna                             | tak | nie dotyczy | nie dotyczy | nie dotyczy | nie dotyczy | nie dotyczy | nie dotyczy |

## Konsole przenośne
Na targach E3 w Los Angeles dnia 15 czerwca 2010 zapowiedziana została konsola Nintendo 3DS. Ekran konsoli pozwala na oglądanie trójwymiarowego obrazu bez konieczności noszenia specjalnych okularów. Podzespoły konsoli zostały mocno ulepszone względem Nintendo DSi. Oficjalna premiera odbyła się w dniach 26 lutego 2011 (Japonia) oraz 25–27 marca 2011 (Europa i USA).
Rok po zapowiedzi Nintendo 3DS, Sony na konferencji E3 2011 zaprezentowało system PlayStation Vita. Posiada on dwa panele dotykowe, 3-osiowy żyroskop i akcelerometr, dwa analogi, przednią i tylną kamerę. W droższym modelu zastosowano również technologie 3G oraz GPS. Gry przechowywać można na specjalnych kartridżach lub na dedykowanych kartach pamięci PS VITA. Konsola wydana została 17 grudnia 2011 (Japonia) i 22 lutego 2012 (Europa i Ameryka Północna).
Na spotkaniu inwestorów 27 kwietnia 2016, Nintendo zapowiedziało premierę konsoli – do tej pory znanej jako NX – na marzec 2017. Nowe urządzenie otrzymało nazwę Nintendo Switch. Konsola przypomina tablet z wsuwanymi kontrolerami oraz posiada stacje dokującą słuzacą do połączenia systemu z telewizorem i wyświetlaniu rozgrywki na dużym ekranie. Tatsumi Kimishima, prezes Nintendo, ogłosił, że konsola ma koegzystować z 3DSem i Wii U, a nie być ich następcą. Nintendo Switch ukazała się na rynku 3 marca 2017 roku. Dwa lata po premierze Nintendo Switch w internecie pojawiły się plotki o słabszej wersji Nintendo Switch. Plotki okazały się prawdziwe; 1 września na ryku pojawiła się konsola Nintendo Switch Lite. 8 października 2021 na rynku pojawiła się ulepszona wersja Nintendo Switch o nazwie OLED model.

### Porównanie sprzętu
| Producent                           | Nintendo | Nintendo | Nintendo | Nintendo | Nintendo | Nintendo | Sony | Sony | Sony | Nintendo | Nintendo | Nintendo |
| Konsola                             | | | | | | | | | | | | |
| Data wydania (w Europie lub Polsce) | 25 marca 2011 | 28 lipca 2012 | 12 października 2013 | - 6 stycznia 2015 (edycja ambasadorska) - 13 lutego 2015 (oficjalna premiera)                                                                 | 13 lutego 2015 | 28 lipca 2017 | 22 lutego 2012 | 7 lutego 2014 | 14 listopada 2014 | 3 marca 2017 | 1 września 2019                                                                                               | 8 października 2021                                                                                             |
| Nośnik                              | pamięć typu flash 1 GB (wbudowana), karta 2 GB SD (w zestawie)                                                                                | pamięć typu flash 1 GB (wbudowana), karta 4 GB SD (w zestawie)                                                                                | pamięć typu flash 1 GB (wbudowana), karta 4 GB SD (w zestawie)                                                                                | pamięć typu flash 1 GB (wbudowana), karta 4 GB micro-SD (w zestawie)                                                                          | pamięć typu flash 1 GB (wbudowana), karta 4 GB micro-SD (w zestawie)                                                                          | brak danych | brak wbudowanej pamięci PS Vita Card 4 / 8 / 16 / 32 / 64 GB | pamięć typu flash 1GB (wbudowana) PS Vita Card 4 / 8 / 16 / 32 / 64 GB                                                           | pamięć typu flash 1GB (wbudowana) PS Vita Card 4 / 8 / 16 / 32 / 64 GB                                                                                  | pamięć typu flash 32 GB (wbudowana), karta micro-SD (opcjonalna) | brak danych                                                                                                   | pamięć typu flash 64 GB (wbudowana), karta micro-SD (opcjonalna)                                                |
| Nośnik                              | Nintendo DS / 3DS Game Card | Nintendo DS / 3DS Game Card | Nintendo DS / 3DS Game Card | Nintendo DS / 3DS Game Card | Nintendo DS / 3DS Game Card | Nintendo DS / 3DS Game Card | Playstation Vita Game Card | Playstation Vita Game Card | Playstation Vita Game Card | Nintendo Switch Cartridge | Nintendo Switch Cartridge                                                                                     | Nintendo Switch Cartridge                                                                                       |
| CPU                                 | Dual-core ARM11 MPCore Dual-core VFP Co-Processor                                                                                             | Dual-core ARM11 MPCore Dual-core VFP Co-Processor                                                                                             | Dual-core ARM11 MPCore Dual-core VFP Co-Processor                                                                                             | Quad-core ARM11 MPCore Quad-core VFP Co-Processor                                                                                             | Quad-core ARM11 MPCore Quad-core VFP Co-Processor                                                                                             | brak danych | Quad-core ARM Cortex-A9 MPCore | Quad-core ARM Cortex-A9 MPCore                                                                                                   | Quad-core ARM Cortex-A9 MPCore | Octa-core (4×ARM Cortex-A57 & 4×ARM Cortex-A53) @ 1,020 GHz | ARM 4 Cortex-A57 @ 1.02 GHz                                                                                   | Nvidia Custom Tegra                                                                                             |
| GPU                                 | PICA200 | PICA200 | PICA200 | PICA200 | PICA200 | brak danych | PowerVR SGX543MP4+ | PowerVR SGX543MP4+ | PowerVR SGX543MP4+ | Nvidia Tegra X1 | procesor graficzny bazujący na architekturze Maxwell                                                          | Nvidia Custom Tegra                                                                                             |
| Pamięć RAM                          | 128 MB FCRAM, 6 MB VRAM | 128 MB FCRAM, 6 MB VRAM | 128 MB FCRAM, 6 MB VRAM | 256 MB FCRAM, 10 MB VRAM | 256 MB FCRAM, 10 MB VRAM | brak danych | 512 MB RAM, 128 MB VRAM | 512 MB RAM, 128 MB VRAM | 512 MB RAM, 128 MB VRAM | 4 GB LPDDR4 | 4 GB LPDDR4                                                                                                   | Brak danych |
| Przechowywanie danych               | wewnętrzna pamięć flash, slot kart SD | wewnętrzna pamięć flash, slot kart SD | wewnętrzna pamięć flash, slot kart SD | wewnętrzna pamięć flash, slot kart micro-SD                                                                                                   | wewnętrzna pamięć flash, slot kart micro-SD                                                                                                   | wewnętrzna pamięć flash, slot kart micro-SD                                                                                                   | wewnętrzna pamięć flash, slot kart PS Vita Card, PS Cloud | wewnętrzna pamięć flash, slot kart PS Vita Card, PS Cloud                                                                        | wewnętrzna pamięć flash, slot kart PS Vita Card, PS Cloud                                                                                               | wewnętrzna pamięć flash, slot kart micro-SD | wewnętrzna pamięć flash, slot kart micro-SD                                                                   | wewnętrzna pamięć flash, slot kart micro-SD                                                                     |
| Wsparcie 3D                         | tak (tylko górny ekran) | tak (tylko górny ekran) | nie dotyczy | tak (tylko górny ekran) | tak (tylko górny ekran) | nie dotyczy | nie dotyczy | nie dotyczy | nie dotyczy | nie dotyczy | nie dotyczy                                                                                                   | nie dotyczy |
| Waga                                | 235 g | 336 g | 260 g | 253 g | 329 g | brak danych | - 260 g (w-ifi) - 279 g (wi-fi + 3G) | 219 g | 110 g | 297 g | 280 g | 320 g |
| Pojemność baterii                   | 1300 mAh - rozgrywka 3DS (3–5 godzin) - rozgrywka DS (5–8 godzin)                                                                             | 1750 mAh - rozgrywka 3DS (3,5–6,5 godziny) - rozgrywka DS (6–10 godzin)                                                                       | 1300 mAh - rozgrywka 3DS (3,5–5,5 godziny) - rozgrywka DS (6–9 godzin)                                                                        | 1400 mAh - rozgrywka 3DS (3,5–6 godzin) - rozgrywka DS (6,5–10,5 godziny)                                                                     | 1700 mAh - rozgrywka 3DS (3,5–7 godzin) - rozgrywka DS (7–12 godzin)                                                                          | brak danych | 2200 mAh - rozgrywka (3–5 godzin) - filmy (5 godzin) - muzyka (9 godzin) | 2210 mAh - rozgrywka (4–6 godzin) - filmy (6 godzin) - muzyka (10 godzin)                                                        | nie dotyczy | 4310 mAh - rozgrywka (3–6 godzin) | 3570 mAh | 4310 mAh - rozgrywka (3–6 godzin)                                                                               |
| Kontroler                           | nie dotyczy | nie dotyczy | nie dotyczy | nie dotyczy | nie dotyczy | nie dotyczy | nie dotyczy | nie dotyczy | - DualShock 3 - DualShock 4 | - Nintendo Switch Joy-Con - Nintendo Switch Pro Controller | - Nintendo Switch Joy-Con (nie mogą zostać wpięte do konsoli) - Nintendo Switch Pro Controller                | - Nintendo Switch Joy-Con - Nintendo Switch Pro Controller                                                      |
| Obraz                               | - ekran górny: 3,53 cala, 800x240, LCD, 3D - ekran dolny: 3,02 cala, 320x240, LCD                                                             | - ekran górny: 4,88 cala, 800x240, LCD, 3D - ekran dolny: 4,18 cala, 320x240, LCD                                                             | - ekran górny: 3,53 cala, 400x240, LCD - ekran dolny: 3,02 cala, 320x240, LCD                                                                 | - ekran górny: 3,88 cala, 800x240, LCD, 3D - ekran dolny: 3,33 cala, 320x240, LCD                                                             | - ekran górny: 4,88 cala, 800x240, LCD, 3D - ekran dolny: 4,18 cala, 320x240, LCD                                                             | - ekran górny: 4,88 cala, 400x240, LCD - ekran dolny: 4,18 cala, 320x240, LCD                                                                 | - 5 cali, 960x544, OLED, @ 220 ppi | - 5 cali, 960x544, LED, @ 220 ppi                                                                                                | - 1080i, 720p, 480p | - tryb przenośny: 6,2 cala, 1280x720, LCD, @ 237 ppi - tryb stacjonarny: 1080p (natywne lub skalowane 900p), 720p | 5,5 cala, 1280×720 LCD                                                                                        | 7-calowy OLED, 1280 x 720                                                                                       |
| Dźwięk                              | głośniki stereo | głośniki stereo | głośnik mono | głośniki stereo | głośniki stereo | głośniki stereo | głośniki stereo | głośniki stereo | nie dotyczy | głośniki stereo | głośniki stereo                                                                                               | głośniki stereo                                                                                                 |
| Inne porty                          | - Wi-Fi 802.11 b/g - slot kart SD (również SDHC) - slot na gry - port podczerwieni - port zasilania - port minijack 3,5 mm - gniazdo na smycz | - Wi-Fi 802.11 b/g - slot kart SD (również SDHC) - slot na gry - port podczerwieni - port zasilania - port minijack 3,5 mm - gniazdo na smycz | - Wi-Fi 802.11 b/g - slot kart SD (również SDHC) - slot na gry - port podczerwieni - port zasilania - port minijack 3,5 mm - gniazdo na smycz | - Wi-Fi 802.11 b/g - slot kart SD (również SDHC) - slot na gry - port podczerwieni - port zasilania - port minijack 3,5 mm - gniazdo na smycz | - Wi-Fi 802.11 b/g - slot kart SD (również SDHC) - slot na gry - port podczerwieni - port zasilania - port minijack 3,5 mm - gniazdo na smycz | - Wi-Fi 802.11 b/g - slot kart SD (również SDHC) - slot na gry - port podczerwieni - port zasilania - port minijack 3,5 mm - gniazdo na smycz | - Wi-Fi 802.11 b/g/n - Bluetooth 2.1 + EDR - slot PS Vita Card - slot na gry - slot na kartę mini-Sim (tylko w modelu 3G) - port minijack 3,5 mm - PS Vita USB (port zasilania) | - Wi-Fi 802.11 b/g/n - Bluetooth 2.1 + EDR - slot PS Vita Card - slot na gry - port minijack 3,5 mm - micro-USB (port zasilania) | - Wi-Fi 802.11 b/g/n - Bluetooth 2.1 + EDR - slot PS Vita Card - slot na gry - HDMI - USB 2.0 - EthernetLAN (10BASE-T, 100BASE-TX) - port zasilania 5 V | tablet: - Wi-Fi 2,4/5 GHz 802.11ac - Bluetooth 4.1 - slot kart micro-SD - slot na gry - USB typu c stacja dokująca: - 2x USB 2.0 - USB 3.0 - 2x USB typy c (port zasilania i port na tablet) - port minijack 3,5 mm - HDMI | - USB-C - port minijack 3,5 mm                                                                                | - Wi-Fi 2,4/5 GHz 802.11ac - Bluetooth 4.1 - 2 x USB 2.0 - 1 x USB 3.0 - 1 x USB-C - port przewodowej sieci LAN |
| Usługi online (dostępne w Polsce)   | Nintendo Network - Nintendo eShop - Miiverse - Nintendo Video - StreetPass - SpotPass - Nintendo 3DS Internet Browser                         | Nintendo Network - Nintendo eShop - Miiverse - Nintendo Video - StreetPass - SpotPass - Nintendo 3DS Internet Browser                         | Nintendo Network - Nintendo eShop - Miiverse - Nintendo Video - StreetPass - SpotPass - Nintendo 3DS Internet Browser                         | Nintendo Network - Nintendo eShop - Miiverse - Nintendo Video - StreetPass - SpotPass - Nintendo 3DS Internet Browser                         | Nintendo Network - Nintendo eShop - Miiverse - Nintendo Video - StreetPass - SpotPass - Nintendo 3DS Internet Browser                         | Nintendo Network - Nintendo eShop - Miiverse - Nintendo Video - StreetPass - SpotPass - Nintendo 3DS Internet Browser                         | PlayStation Network - PlayStation Store - PlayStation Plus - Playstation Music - Playstation Mobile                                                                             | PlayStation Network - PlayStation Store - PlayStation Plus - Playstation Music - Playstation Mobile                              | PlayStation Network - PlayStation Store - PlayStation Plus - Playstation Music - Playstation Mobile                                                     | Nintendo Network - Nintendo eShop - Nintendo Online Service | Nintendo Network - Nintendo eShop - Nintendo Online Service                                                   | Nintendo Network - Nintendo eShop - Nintendo Online Service                                                     |
| Usługi online (dostępne w Polsce)   | bezpłatne | bezpłatne | bezpłatne | bezpłatne | bezpłatne | bezpłatne | bezpłatne | bezpłatne | bezpłatne | - bezpłatne (2017) - wymagana subskrypcja Nintendo Online Service płatna w przypadku gry wieloosobowej (2018) | - bezpłatne (2017) - wymagana subskrypcja Nintendo Online Service płatna w przypadku gry wieloosobowej (2018) | - bezpłatne (2017) - wymagana subskrypcja Nintendo Online Service płatna w przypadku gry wieloosobowej (2018)   |
| Wsteczna kompatybilność             | - Nintendo DS - DSiWare - Virtual Console | - Nintendo DS - DSiWare - Virtual Console | - Nintendo DS - DSiWare - Virtual Console | - Nintendo DS - DSiWare - Virtual Console | - Nintendo DS - DSiWare - Virtual Console | - Nintendo DS - DSiWare - Virtual Console | - PSX (PS One) (emulator, wybrane tytuły) - PSP (emulator, wybrane tytuły) | - PSX (PS One) (emulator, wybrane tytuły) - PSP (emulator, wybrane tytuły)                                                       | - PSX (PS One) (emulator, wybrane tytuły) - PSP (emulator, wybrane tytuły)                                                                              | nie dotyczy | nie dotyczy                                                                                                   | nie dotyczy |
| Aplikacja mobilna                   | nie dotyczy | nie dotyczy | nie dotyczy | nie dotyczy | nie dotyczy | nie dotyczy | PlayStation App (iOS i Android) | PlayStation App (iOS i Android)                                                                                                  | PlayStation App (iOS i Android) | - Nintendo Switch Parental Controls (iOS i Android) - Nintendo Switch Online (iOS i Android) | - Nintendo Switch Parental Controls (iOS i Android) - Nintendo Switch Online (iOS i Android)                  | - Nintendo Switch Parental Controls (iOS i Android) - Nintendo Switch Online (iOS i Android)                    |
| Blokada regionalna                  | tak | tak | tak | tak | tak | tak | nie dotyczy | nie dotyczy | nie dotyczy | nie dotyczy | nie dotyczy                                                                                                   | nie dotyczy |